# Izgrev (distrikt i Bulgarien, Sjumen)
Izgrev (bulgariska: Изгрев) är ett distrikt i Bulgarien.   Det ligger i kommunen Obsjtina Venets och regionen Sjumen, i den nordöstra delen av landet, 300 km öster om huvudstaden Sofia.
Trakten runt Izgrev består till största delen av jordbruksmark. Runt Izgrev är det ganska glesbefolkat, med 42 invånare per kvadratkilometer.